# Курка Кунг Пао
Курка Кунг Пао або Гун Бао чи Кун По (кит.: 宮保雞丁) — традиційна китайська страва з провінції Сичуань. Основу страви становить курка, арахіс, сичуанський і червоний перець, рисове вино, соєвий соус, кунжутова олія. Завдяки китайським іммігрантам розповсюдилася по всьому світу, ставши доволі популярною.

## Історія
Автором страви вважається Дін Баочжень — китайський сановник і відомий гурман часів династії Цін. Коли Дін Баочжень був губернатором провінції Шаньдун, у нього на службі перебувало понад 10 кухарів. Гостей він часто частував стравою власного винаходу — обсмаженими шматочками курки. Пізніше, ставши намісником в провінції Сичуань, Дін Баочжень змінив свою страву, пристосувавши його до особливостей сичуанської кухні. Згодом рецепт цієї страви набув широкого поширення, і його почали готувати в багатьох ресторанах по всьому світу. Оскільки Дін Баочжень займав при імператорському дворі посаду гунбао (кунгпао) — вихователя спадкоємця («палацовий страж»), страва отримало назву «кунгпао (гунбао) цзидін» (宮保雞丁), або «кунгпао (гунбао) жоудін» (宮保肉丁), тобто «шматочки курячого м'яса, приготовані за рецептом кунгпао (гунбао)».

## Приготування

### Сичуанській варіант
Філе курки попередньо маринується. Для маринаду використовується лише шаосинське рисове вино, яке ще називають «кухарським», оскільки його часто використовують китайські кухарі під час приготування різних страв. Воно має дещо солоний смак, що добре підходить для маринування. Спочатку смажиться червоний перець (лише сортів чао тянь чжиао і ці сін чжиао) та імбир, які виймають, а туди відправляють курча. Перед обсмажуванням шматочків курчати щедро приправляють перцем чилі і горошинами сичуанського перцю. Сичуанський перець є найважливішим компонентом це страви. Саме цей різновид перцю додає смаку страві, який додають у значній кількості.
Для Кунг Пао береться сирий арахіс (іноді заміняється кеш'ю), який піддається глибокому обсмажуванню в олії, де перед тим смажився гострий перець з імбиром та куряче філе. Можна додати також різні овочі. Слідом за цим усі складними поєднують до доводять до готовності.

### Західний варіант
Окрім курки використовується свинина, качка, креветки або риба. Іноді м'ясо замінюється тофу.
Нарізати невеличкими шматочками і замаринуйте курку (у суміші вина, світлого соєвого соусу, червоного оцту, води, кунжутової олії, цукру та кукурудзяного крохмалю, можливе додавання апельсинового соку), дайте їй постояти не менше півгодини. Для додання незвичайного оригінального смаку — можна додати в маринад 1/2 ст. ложки устричного соусу або ворчестирського соусу. Перцю чилі має бути стільки ж скільки і курки або мінімум 3 шт на 1 особу. Підготуйте і поріжте всі інгредієнти заздалегідь. Ця страва готуватися в максимально розігрітому воку.
Розігрівається вок до диму, вливається 10 ст. ложок рослинної олії. Після нагріву останньої вкидається часник, імбир, сичуанський перець і перець чилі. Вогонь зменшується. Видавлюється часник і імбир, виймається все з олії. після цього до решти олії додається 2 ст. ложки свіжої олії. На ній готується курка до появи засмаженості. Виймається курка, а на олії смажиться арахіс та зелений перець. Після приготування додається курка і перець червоний. За тим вливається соус з китайського чорного оцту, темного та світлого соєвого соусу, цукру, води, кукурудзяного крохмалю. Перемішується до загустіння.

## Вживання
Подається курка Кунг Пао гарячою на гайфань (варений рис), чаофань (смажений рис) або лаомянь (локшину).